# Cinturão Árabe
O Cinturão árabe (em árabe : الحزام العربي, al-Hizam al-'Arabi; curdo : Kembera Erebî, کهمبهرا عهرهبی) foi uma política de arabização e limpeza étnica em Curdistão Ocidental, realizado pela Partido Baath (Síria) governo da Síria. Implementada no norte do governadorado de Al-Hasakah, a política visava mudar a composição étnica da população em favor dos árabes em detrimento de outros grupos étnicos, especialmente os curdos. Envolveu a apreensão de terras dos curdos, que foi posteriormente liquidada com árabes expulsos pela construção do Lago Assad; a negação de documentos de identidade sírios a centenas de milhares de curdos, que persistiram por décadas, e a repressão da língua, cultura e política curdas. A política fazia parte da ideologia nacionalista árabe do Partido Ba'ath, que mudou o nome da República Síria para República Árabe Síria.
O Partido Baath chegou ao poder na Síria em 1963 e decidiu em 1965 construir o cinturão árabe de 350 km de comprimento e 10–15 km de largura ao longo da fronteira entre a Síria e a Turquia. O cinturão planejado se estendia da fronteira com o Iraque no leste até Ras al-Ayn no oeste. Depois de outro golpe de estado dentro do Partido Baath, Hafez al-Assad conseguiu se tornar o chefe da Síria em 1970 e começou a implementar o plano em 1973. O nome do projeto foi oficialmente alterado para "Plano de Implantação de Fazendas Modelo Estaduais na Região de Jazira".

## História
Os eventos no Curdistão iraquiano e a descoberta de petróleo no Curdistão sírio na década de 1960 coincidiram com uma deterioração acentuada da população curda. Em agosto de 1961, o governo divulgou um censo extraordinário na província de al-Jazira, ocorrido em novembro, quando teve início o levante pela autonomia curda no Iraque. Como parte deste censo, 120.000 curdos na província foram privados da nacionalidade síria e dos direitos civis sob o pretexto de serem estrangeiros - o decreto de agosto declarou que os curdos estavam 'ilegalmente' se infiltrando na Síria a partir do Curdistão turco, com o objetivo de destruir o caráter árabe. No ano seguinte, o governo sírio adotou a política do Cinturão Árabe (al-Hizam al-Arabi ) para "salvar o Arabismo" e derrotar a "ameaça curda" por todos os residentes curdos da área da fronteira entre a Síria  a Turquia. Eles se espalham e se reassentam, e os substituem por árabes. Petróleo foi descoberto em Qaratchok e o desejo de controlar os recursos da região curda estava ligado a essa política. A área do cinturão planejado é rica em reservas de petróleo e terras agrícolas férteis. Estima-se que cerca de 50 a 60 por cento das cavernas de petróleo da Síria estejam no distrito de Derik. A situação curda se deteriorou novamente quando o Partido Ba'ath de Michel Aflaq assumiu o poder em Damasco em março de 1963. Em novembro, o partido publicou Estudo da Província de Jezireh em seus Aspectos Nacionais, Sociais e Políticos, um panfleto escrito pelo chefe de polícia da província de al-Jazira, Mohamed Talab Hilal. Hilal, um nacionalista árabe, afirmou que usou o raciocínio "antropológico" para "provar cientificamente que os" curdos "não são uma nação". Sua opinião era que “o povo curdo é um povo sem história, civilização, idioma ou mesmo uma origem étnica distinta. Suas únicas características são aquelas moldadas pela força, força destrutiva e violência, características que são inerentes a todas as populações de montanha ”. Ele também acreditava que “os curdos vivem da civilização e da história de outras nações. Eles não participaram dessas civilizações ou da história dessas nações. " Hilal propôs uma estratégia em doze etapas para provocar a arabização da província de Jazira. As etapas foram:
1. batr (expropriação) - expulsão e reassentamento de curdos
2. tajhil (obscurantista) - abstinência de toda a educação para os curdos, inclusive em árabe
3. tajwii (fome) - remoção de curdos do mercado de trabalho
4. extradição - deportação de refugiados do Curdistão turco para a custódia turca
5. incentivo ao faccionalismo intra-curdo para dividir e governar
6. hizam (cordão árabe) - assentamento árabe de antigas terras curdas, conforme proposto em 1962
7. iskan (colonização) - "árabes puros e nacionalistas" que se estabelecerão no Curdistão sírio para que os curdos possam ser "vigiados até sua dispersão"
8. o envolvimento militar de "divisões estacionadas na zona do cordão" garantiria "que a expansão dos curdos e o assentamento dos árabes ocorreria de acordo com os planos traçados pelo governo".
9. "socialização" - "fazendas coletivas", ( mazarii jama'iyya ), a ser estabelecida no lugar dos curdos por colonos árabes equipados com "armamentos e treinamento"
10. proibição de "quem não conhece a língua árabe e exerce o direito de voto ou de candidatura"
11. ulemas curdos seriam expulsos para o sul e substituídos por árabes
12. "uma extensa campanha anti-curda entre os árabes" a ser empreendida pelo estado

Embora os 120.000 curdos da província de Jazira que eram considerados não-sírios não pudessem votar, se casar ou receber educação ou assistência médica, eles podiam ser convocados para o serviço militar e poderiam ser enviados para lutar nas Colinas de Golã; eles foram notavelmente vítimas das políticas do Cinturão Árabe, que continuaram a definir a agenda curda do governo sírio e muitas das quais foram implementadas nos anos subsequentes. A estratégia previa a expulsão de 140.000 camponeses curdos e sua substituição por árabes; possivelmente em 1966, chegou-se a considerar a extensão das expulsões aos curdos das montanhas curdas. [carece de fontes?] [carece de fontes?] Na década seguinte a 1965, cerca de 30.000 curdos deixaram a província de Jazira em busca de emprego ou para escapar da perseguição em outras partes da Síria ou do Líbano. Em 1967, as terras dos curdos na província de al-Jazira foram nacionalizadas sob o plano de estabelecer fazendas estatais modelo na província de Jezireh, eufemismo para o conceito de cinturão árabe, e aqueles que haviam recebido ordens recusaram-se a sair, mas os eventos de a Guerra dos Seis Dias dificultou temporariamente sua execução. A construção e a inundação da barragem de Tabqa deslocaram árabes, que foram posteriormente reassentados no curdo Jazira. 40 "aldeias modelo" foram construídas em 1975 e povoadas por 7.000 famílias de agricultores árabes armados; esses assentamentos se estendiam de Amuda a Derik, uma cidade cujo nome curdo foi substituído na época pelo árabe al-Malikiyah . O governo sírio agiu lentamente para evitar as críticas internacionais, suprimiu a cultura curda, perseguiu o povo curdo e confiscou literatura e música curdas. Membros do Partido Democrático Curdo da Síria receberam longas penas de prisão por crimes "anti-arabistas". Os documentos oficiais do governo omitem a menção aos curdos (junto com todos os outros não árabes) e, embora houvesse membros curdos no Conselho do Povo Legislativo da Síria, a identidade oficial era exclusivamente árabe.
Em 1976, a política do Cinturão Árabe, que nunca foi totalmente realizada, foi abandonada, com Hafez al-Assad preferindo "deixar as coisas como estão", renunciar ao assédio oficial e impedir novos assentamentos. As colônias e colonos árabes existentes permaneceram no local e, embora a música curda fosse ouvida novamente, a posição dos curdos na Síria permaneceu dependente dos desenvolvimentos nas relações entre a Síria e o Iraque. Os descendentes dos 120.000 ainda não tinham passaportes e documentos e ainda estavam sujeitos ao recrutamento no século XXI.
Com o tempo, 41 aldeias árabes foram construídas e todos os nomes de aldeias curdas da área foram substituídos por nomes árabes. Cerca de 4.000 famílias árabes das províncias de Raqqa e Aleppo, onde anteriormente haviam perdido suas casas devido à construção da barragem de Tabqa, foram transferidas para as novas aldeias. Esses árabes são chamados de Maghmurin (مغمورين Maġmūrīn, que é afetado pelas enchentes).